# Cylindrium flavovirens
Cylindrium flavovirens är en svampart som först beskrevs av Ditmar ex Grev., och fick sitt nu gällande namn av Hermann Friedrich Bonorden 1851. Cylindrium flavovirens ingår i släktet Cylindrium och familjen Nectriaceae.   Inga underarter finns listade i Catalogue of Life.